# Norwegian International 1973
Die Norwegian International 1973 im Badminton fanden vom 10. bis zum 11. November 1973 in Hamar statt.

## Sieger und Platzierte
| Disziplin    | Gold                          | Silber                             | Bronze                            |
| ------------ | ----------------------------- | ---------------------------------- | --------------------------------- |
| Herreneinzel | Elo Hansen                    | Thomas Kihlström                   | Henrik Fahrenholz                 |
| Herreneinzel | Elo Hansen                    | Thomas Kihlström                   | Franz Harbøe                      |
| Dameneinzel  | Joke van Beusekom             | Lene Køppen                        | Pernille Kaagaard                 |
| Dameneinzel  | Joke van Beusekom             | Lene Køppen                        | Kari Histøl                       |
| Herrendoppel | Fraser Gow Robert McCoig      | Bengt Fröman Thomas Kihlström      | Henrik Fahrenholz Franz Harbøe    |
| Herrendoppel | Fraser Gow Robert McCoig      | Bengt Fröman Thomas Kihlström      | Elo Hansen Poul Petersen          |
| Damendoppel  | Pernille Kaagaard Lene Køppen | Joanna Flockhart Christine Stewart | Ewa Carlander Britt-Marie Larsson |
| Damendoppel  | Pernille Kaagaard Lene Køppen | Joanna Flockhart Christine Stewart | Anette Börjesson Karin Lindquist  |
| Mixed        | Fraser Gow Christine Stewart  | Poul Petersen Joke van Beusekom    | Robert McCoig Joanna Flockhart    |
| Mixed        | Fraser Gow Christine Stewart  | Poul Petersen Joke van Beusekom    | Elo Hansen Pernille Kaagaard      |

## Finalresultate
| Disziplin    | Sieger                        | Finalist                           | Ergebnis           |
| ------------ | ----------------------------- | ---------------------------------- | ------------------ |
| Herreneinzel | Elo Hansen                    | Thomas Kihlström                   | 15–10, 15–8        |
| Dameneinzel  | Joke van Beusekom             | Lene Køppen                        | 11–2, 9–12, 12–9   |
| Herrendoppel | Fraser Gow Robert McCoig      | Bengt Fröman Thomas Kihlström      | 15–7, 15–18, 18–15 |
| Damendoppel  | Pernille Kaagaard Lene Køppen | Joanna Flockhart Christine Stewart | 12–15, 17–15, 15–6 |
| Mixed        | Fraser Gow Christine Stewart  | Poul Petersen Joke van Beusekom    | 15–2, 15–4         |